# Galeodea rugosa
Galeodea rugosa is een slakkensoort uit de familie Cassidae. De wetenschappelijke naam werd in 1771, als Buccinum rugosa, gepubliceerd door Carl Linnaeus.